# Asser
Asser (1055 - 1137) foi o primeiro arcebispo dos países nórdicos. Ele foi o primeiro bispo de Lund, nomeado em 18 de novembro de 1089.

## Biografia
Asser pertencia à poderosa família Thrugot, que estava intimamente ligada à família real. Seu pai e seu tio eram cortesãos e defenderam Canuto IV, o Santo, quando ele foi morto em Odense em 1086. A tia de Asser, Bodil, era casada com Erik I Ejegod.
Em 18 de novembro de 1089, Asser foi nomeado bispo de Lund e tornou-se o primeiro arcebispo do país quando o arcebispado foi estabelecido em 1104 pelo Papa Pascoal II. Assim, as dioceses nórdicas foram separadas da arquidiocese de Hamburgo-Bremen e colocadas sob Lund. O arcebispo de Lund incluiu assim toda a região nórdica com os três reinos e as ilhas atlânticas da Islândia, as Ilhas Faroé e a Gronelândia. O príncipe-arcebispo alemão certamente se opôs a esta decisão, mas apesar de uma bula papal aprovar a abolição do arcebispado em Lund, ele falhou na prática em restaurar o domínio da igreja alemã na região nórdica.
Durante a peregrinação de Erik I Ejegod à Terra Santa, Asser, juntamente com o filho do rei, Harald Kesja, supervisionaram a governança do país em 1102-1103. Quando uma guerra civil eclodiu em 1131, o arcebispo apoiou o rei Niels, mas quando o filho deste último, Magnus, reconheceu o Sacro Imperador Romano Lothar II em 1134, Asser sentiu sua posição como arcebispo ameaçada e se juntou ao rebelde Erik II Emune. Em 1134 participou na Batalha de Fodevig.

Como arcebispo, Asser iniciou a construção de uma nova catedral em Lund, que era mais poderosa que a antiga e mais adequada para a sede de arcebispo. As obras de construção testemunham que ele deve ter sido um clérigo de orientação europeia. Em suma, ele deve ser descrito como um grande político e estadista. Está enterrado na catedral.